# Shelvin Mack
Pour les articles homonymes, voir Mack.
Shelvin Mack, né le 22 avril 1990 à Lexington dans le Kentucky, est un joueur américain de basket-ball. Il évolue aux postes de meneur et d'arrière.

## Biographie

### Carrière universitaire
Durant sa première saison à Butler, il est titulaire à tous les matchs soit 32 rencontres. Il réalise ce record pour l'université en même temps que ses coéquipiers Gordon Hayward et Ronald Nored. Il est nommé dans l'équipe Horizon League All-Newcomer et l'équipe Horizon League All-Tournament après avoir mené les Bulldogs dans le domaine des passes décisives en 2008-2009. Il devient le troisième freshman (première année universitaire) dans l'histoire de l'université de Butler à  atteindre les 100 passes décisives. En 32 matchs, il termine avec des moyennes de 11,9 points, 4,4 rebonds, 3,5 passes et 1,1 interception en 30,8 minutes par match.
À l'été 2009, Mack participe aux championnats du monde des 19 ans et moins avec l'équipe des États-Unis. L'équipe remporte la médaille d'or.
Durant son année de sophomore (deuxième année universitaire), il est nommé dans la première équipe All-Horizon League et la première équipe NABC All-District 12. Il est également nommé dans l'équipe Horizon League All-Tournament et l'équipe West Regional All-Tournament. Titularisé aux 38 matchs auxquels il a participé, il termine avec des moyennes de 14,1 points, 3,7 rebonds, 3,0 passes décisives et 1,4 interception en 30,9 minutes par match. Mack, Matt Howard, Gordon Hayward et Butler atteignent la finale du championnat universitaire qu'ils perdent face aux Blue Devils de Duke.
Durant son année junior (troisième année universitaire), il est nommé dans la deuxième équipe All-Horizon League et la seconde équipe NABC All-District 12. Il devient le 33e joueur de Butler à marquer 1 000 points en carrière. En 38 matchs (où il a été titularisé 37 fois), il termine avec des moyennes de 16,0 points, 4,5 rebonds et 3,4 passes en 32,1 minutes par match.
Le 21 avril 2011, il se présente à la draft de la NBA, renonçant à sa dernière année universitaire.

### Carrière professionnelle

#### Wizards de Washington/Red Claws du Maine (2011-jan. 2013)
Le 23 juin 2011, il est drafté par les Wizards de Washington au second tour en 34e position de la draft 2011 de la NBA.
Le 9 décembre 2011, il signe avec les Wizards. Le 1er février 2012, il réalise son record de points en carrière avec 12 unités dans la défaite des siens contre le Magic d'Orlando.
En juillet 2012, il participe à la NBA Summer League avec les Wizards. Le 28 octobre 2012, il est coupé de l'effectif. Le 2 novembre, il est sélectionné en 4e position par les Red Claws du Maine lors de la draft 2012 de la NBA D-League.
Le 25 décembre 2012, il est resigné par les Wizards et dispute 7 matchs puis est à nouveau coupé le 7 janvier 2013.

#### Sixers de Philadelphie/Red Claws du Maine (jan.-mars 2013)
Le 17 janvier 2013, il signe un contrat de dix jours avec les 76ers de Philadelphie. Le 28 janvier, il signe un second contrat de dix jours avec les Sixers. Le 7 février, il retourne chez les Red Claws du Maine.
Le 4 février 2013, il est nommé dans l'effectif Futures All-Star pour le NBA D-League All-Star Game 2013.

#### Hawks d'Atlanta (mars 2013-fév. 2016)
Le 6 mars 2013, en tant qu'agent libre, il signe un contrat de dix jours avec les Hawks d'Atlanta. Le 16 mars, il signe un second contrat de dix jours. Le 26 mars, il signe un contrat de deux ans non garanties et termine la saison 2012-2013 à Atlanta.
En juillet 2013, il participe à la NBA Summer League avec les Hawks.
Le 21 février 2014, il établit son record de points en carrière avec 21 unités lors de la défaite des siens 107 à 115 contre les Pistons de Détroit. En 2013-2014, il joue 73 matchs et termine avec des moyennes de 7,5 points, 2,2 rebonds et 1,7 passe décisive par match.
Le 22 août 2014, il resigne avec les Hawks un contrat de trois ans et 7 300 000 $. Le 17 décembre 2014, il bat de nouveau son record de points en carrière avec 24 unités et un 6 sur 6 à trois points dans la victoire des siens 127 à 98 contre les Cavaliers de Cleveland.

#### Jazz de l'Utah (février 2016 - 2018)
le 18 février 2016, Mack est transféré au Jazz de l'Utah dans un échange en triangle avec les Hawks d'Atlanta et les Bulls de Chicago. Ce changement permet à Mack de retrouver son coéquipier à Butler Gordon Hayward et l'ancien assistant des Hawks Quin Snyder. Le 21 février 2016, il fait ses débuts avec le Jazz où il réalise déjà son meilleur match de la saison avec 16 points et 6 passes décisives en étant remplaçant lors de la défaite 115 à 111 chez les Trail Blazers de Portland. Deux jours plus tard, au match suivant, Mack est titularisé au poste de meneur à la place de Raul Neto. Il bat de nouveau son record de points de la saison avec 17 unités en 32 minutes de jeu lors de la victoire du Jazz 117 à 114 contre les Rockets de Houston après une prolongation. Le 11 mars 2016, il établit son record de points en carrière avec 27 unités lors de la victoire 114 à 93 contre les Wizards de Washington.

#### Départ pour l'Europe
En juillet 2019, Mack rejoint l'Olimpia Milan avec lequel il signe un contrat pour deux saisons. En janvier 2020, Mack quitte l'Olimpia et rejoint l'Hapoël Jérusalem. En novembre 2020, Mack s'engage avec le Panathinaïkos.

## Palmarès

### En club
- Vainqueur de la Coupe d'Israël 2020 avec l'Hapoël Jérusalem.
- Vainqueur de la Coupe de Grèce 2021 avec le Panathinaïkós.
- Champion de Grèce 2021 avec le Panathinaïkós.

### Distinctions personnelles
- NBA Development League All-Star (2013)
- First-team All-Horizon League (2010)
- Second-team All-Horizon League (2011)
- Horizon League All-Newcomer Team (2009)

## Statistiques

### Universitaires
| Saison    | Équipe   | Matchs | Titul. | Min./m | % Tir | % 3pts | % LF | Rbds/m. | Pass/m. | Int/m. | Ctr/m. | Pts/m. |
| --------- | -------- | ------ | ------ | ------ | ----- | ------ | ---- | ------- | ------- | ------ | ------ | ------ |
| 2008-2009 | Butler   | 32     | 32     | 30,8   | 39,1  | 32,6   | 75,7 | 4,44    | 3,47    | 1,12   | 0,03   | 11,94  |
| 2009-2010 | Butler   | 38     | 38     | 30,9   | 45,4  | 39,1   | 73,4 | 3,74    | 3,03    | 1,37   | 0,13   | 14,11  |
| 2010-2011 | Butler   | 38     | 36     | 32,1   | 40,8  | 35,4   | 76,9 | 4,47    | 3,45    | 0,79   | 0,08   | 16,03  |
| Carrière  | Carrière | 108    | 106    | 31,3   | 41,9  | 35,7   | 75,5 | 4,20    | 3,31    | 1,09   | 0,08   | 14,14  |

### Professionnelles

#### En NBA

##### Saison régulière
| Saison    | Équipe       | Matchs | Titul. | Min./m | % Tir | % 3pts | % LF | Rbds/m. | Pass/m. | Int/m. | Ctr/m. | Pts/m. |
| --------- | ------------ | ------ | ------ | ------ | ----- | ------ | ---- | ------- | ------- | ------ | ------ | ------ |
| 2011-2012 | Washington   | 64     | 0      | 12,2   | 40,0  | 28,6   | 71,2 | 1,42    | 2,05    | 0,44   | 0,03   | 3,59   |
| 2012-2013 | Washington   | 7      | 2      | 20,1   | 40,0  | 30,8   | 50,0 | 2,29    | 3,29    | 0,86   | 0,00   | 5,29   |
| 2012-2013 | Philadelphie | 4      | 0      | 1,7    | 50,0  | 0,0    | 0,0  | 0,00    | 0,25    | 0,00   | 0,00   | 0,50   |
| 2012-2013 | Atlanta      | 20     | 1      | 13,4   | 48,8  | 40,0   | 57,1 | 1,20    | 2,20    | 0,45   | 0,00   | 5,20   |
| 2013-2014 | Atlanta      | 73     | 11     | 20,4   | 41,7  | 33,7   | 86,5 | 2,19    | 3,71    | 0,68   | 0,03   | 7,45   |
| 2014-2015 | Atlanta      | 55     | 0      | 15,1   | 40,1  | 31,5   | 80,6 | 1,44    | 2,82    | 0,55   | 0,04   | 5,44   |
| 2015-2016 | Atlanta      | 24     | 0      | 7,5    | 42,1  | 14,8   | 75,0 | 0,92    | 1,58    | 0,33   | 0,00   | 3,88   |
| 2015-2016 | Utah         | 28     | 27     | 31,4   | 44,4  | 35,7   | 73,5 | 3,79    | 5,32    | 0,93   | 0,11   | 12,68  |
| 2016-2017 | Utah         | 55     | 9      | 21,9   | 44,6  | 30,8   | 68,8 | 2,27    | 2,80    | 0,76   | 0,05   | 7,82   |
| 2017-2018 | Orlando      | 69     | 3      | 19,8   | 43,0  | 34,5   | 71,1 | 2,41    | 3,94    | 0,78   | 0,12   | 6,86   |
| 2018-2019 | Memphis      | 53     | 3      | 22,7   | 41,4  | 35,9   | 70,7 | 1,92    | 3,43    | 0,85   | 0,08   | 7,94   |
| 2018-2019 | Charlotte    | 4      | 0      | 10,6   | 14,3  | 0,0    | 55,6 | 0,50    | 0,25    | 0,50   | 0,00   | 2,25   |
| Carrière  | Carrière     | 456    | 56     | 18,4   | 42,3  | 33,0   | 73,1 | 1,96    | 3,12    | 0,66   | 0,05   | 6,57   |

Dernière mise à jour le 12 mars 2020.

##### Playoffs
| Saison   | Équipe   | Matchs | Titul. | Min./m | % Tir | % 3pts | % LF | Rbds/m. | Pass/m. | Int/m. | Ctr/m. | Pts/m. |
| -------- | -------- | ------ | ------ | ------ | ----- | ------ | ---- | ------- | ------- | ------ | ------ | ------ |
| 2013     | Atlanta  | 4      | 0      | 5,5    | 44,4  | 40,0   | 0,0  | 1,75    | 1,75    | 0,00   | 0,00   | 2,50   |
| 2014     | Atlanta  | 7      | 0      | 16,9   | 40,4  | 37,0   | 75,0 | 1,86    | 3,57    | 0,57   | 0,00   | 8,14   |
| 2015     | Atlanta  | 10     | 0      | 9,9    | 38,5  | 28,6   | 50,0 | 1,10    | 1,00    | 0,80   | 0,00   | 3,90   |
| 2017     | Utah     | 9      | 3      | 17,2   | 34,7  | 46,7   | 86,7 | 2,78    | 2,00    | 0,44   | 0,00   | 6,00   |
| Carrière | Carrière | 30     | 3      | 13,1   | 38,2  | 36,8   | 75,8 | 1,87    | 2,00    | 0,53   | 0,00   | 5,33   |

#### En D-League
| Saison    | Équipe   | Matchs | Titul. | Min./m | % Tir | % 3pts | % LF | Rbds/m. | Pass/m. | Int/m. | Ctr/m. | Pts/m. |
| --------- | -------- | ------ | ------ | ------ | ----- | ------ | ---- | ------- | ------- | ------ | ------ | ------ |
| 2012-2013 | Maine    | 23     | 22     | 40,3   | 45,7  | 36,5   | 87,5 | 4,26    | 7,61    | 1,26   | 0,09   | 20,09  |
| Carrière  | Carrière | 23     | 22     | 40,3   | 45,7  | 36,5   | 87,5 | 4,26    | 7,61    | 1,26   | 0,09   | 20,09  |

## Records sur une rencontre en NBA
Les records personnels de Shelvin Mack en NBA sont les suivants, :
| Type de statistique        | Saison régulière | Saison régulière         | Saison régulière | Playoffs | Playoffs                   | Playoffs      |
| Type de statistique        | Record           | Adversaire               | Date             | Record   | Adversaire                 | Date          |
| -------------------------- | ---------------- | ------------------------ | ---------------- | -------- | -------------------------- | ------------- |
| Points                     | 27               | Wizards de Washington    | 11 mars 2016     | 20       | @ Pacers de l'Indiana      | 28 avril 2014 |
| Paniers marqués            | 11               | Wizards de Washington    | 11 mars 2016     | 6        | Warriors de Golden State   | 8 mai 2017    |
| Paniers tentés             | 17               | 2 fois                   | 2 fois           | 12       | @ Pacers de l'Indiana      | 3 mai 2014    |
| Paniers à 3 points réussis | 6                | @ Cavaliers de Cleveland | 17 décembre 2014 | 3        | 3 fois                     | 3 fois        |
| Paniers à 3 points tentés  | 8                | 2 fois                   | 2 fois           | 8        | @ Pacers de l'Indiana      | 3 mai 2014    |
| Lancers francs réussis     | 7                | @ Bobcats de Charlotte   | 9 avril 2012     | 8        | @ Pacers de l'Indiana      | 28 avril 2014 |
| Lancers francs tentés      | 10               | @ Bobcats de Charlotte   | 9 avril 2012     | 10       | @ Pacers de l'Indiana      | 28 avril 2014 |
| Rebonds offensifs          | 3                | 2 fois                   | 2 fois           | 1        | 11 fois                    | 11 fois       |
| Rebonds défensifs          | 7                | 4 fois                   | 4 fois           | 7        | @ Warriors de Golden State | 2 mai 2017    |
| Rebonds totaux             | 8                | 2 fois                   | 2 fois           | 7        | @ Warriors de Golden State | 2 mai 2017    |
| Passes décisives           | 12               | 2 fois                   | 2 fois           | 7        | @ Pacers de l'Indiana      | 3 mai 2014    |
| Interceptions              | 4                | 4 fois                   | 4 fois           | 2        | 4 fois                     | 4 fois        |
| Contres                    | 2                | @ Suns de Phoenix        | 3 avril 2016     | -        | -                          | -             |
| Balles perdues             | 6                | 4 fois                   | 4 fois           | 3        | 2 fois                     | 2 fois        |
| Minutes jouées             | 41               | Warriors de Golden State | 30 mars 2016     | 37       | Warriors de Golden State   | 6 mai 2017    |

- Double-double : 6
- Triple-double : 0

Dernière mise à jour : 26 novembre 2020

## Salaires
| Année       | Équipe      | Salaire     |
| ----------- | ----------- | ----------- |
| 2011-2012*  | Wizards     | 473 604 $   |
| 2012-2013   | Wizards     | 67 253 $    |
| 2012-2013   | 76ers       | 89 670 $    |
| 2013-2014   | Hawks       | 884 293 $   |
| 2014-2015   | Hawks       | 2 433 333 $ |
| Total Gains | Total Gains | 3 948 153 $ |
| 2015-2016   | Utah        | 2 433 333 $ |
| 2016-2017   | Utah        | 2 433 334 $ |

Note : * En 2011, le salaire moyen d'un joueur évoluant en NBA est de 5 150 000 $.